# Стахевич, Юлиан
Юлиан Стахевич (укр. Юліан Стахевич, пол. Julian Stachiewicz, род. 26 июля 1890, Львов, Львовская область, Австро-Венгрия — 20 сентября 1934, Варшава, Польская Республика) — генерал польской армии, писатель, историк, легионер. Член академических обществ. Член Польской академии образования. Активный участник разведывательно-подрывной деятельности против Российской империи. Брат Вацлава Стахевича.

## Биография
Родился Юлиан 26 июля 1890 года в г. Львов.
В 1914—1921 годах он участвовал в Польских легионах в Первой мировой войне, Польской военной организации, Великопольском восстании, Польско-украинской войне и Польско-советской войне. Некоторое время он командовал польской 13-й пехотной дивизией и стал главой Военного исторического бюро (1923—1924, 1926—1934). С 1928 года был генеральным секретарём Исследовательского института по новейшей истории Польши.
Умер Юлиан 20 сентября 1934 года в г. Варшава.

## Награды
- Офицерский знак «Парасоль»;
- Четыре Креста Доблести;
- Орден Virtuti Militari 5 степени;
- Орден Возрождения Польши 3 степени;
- Орден Возрождения Польши 4 степени;
- Военный знак отличия «Крест Независимости».